# Spitalul Clinic Județean de Urgență „Sf. Spiridon” Iași
Spitalul Clinic Județean de Urgență „Sfântul Spiridon” este un spital din Iași, România care a fost fondat în anul 1755.

## Istoric
Ideea de a ctitori bolnița „Sf. Spiridon” aparține lui Ștefan Bosie în 1743, cu banii primilor donatori numiți epitropi: A.V. Kogălniceanu, Vasile Roset și Anastasie Lipscanul. În 1754 este ctitorită Biserica Sf. Spiridon din Iași și în jurul ei o bolniță pentru 30-40 bolnavi. În 18 iulie 1755 Matei Ghica recunoaște Epitropia „Sf. Spiridon”, prima atestare documentară aparținând domnitorului Constantin Racoviță în 1 ianuarie 1757 „hrisovul” de înființare și organizare a ospiciului „Sf. Spiridon”. În acest document se recunoaște că la acea vreme așezământul „Sf. Spiridon” este cel mai mare spital din Moldova și Țara Românească și al doilea ca apariție după Spitalul Colțea din București.
În 1765, Grigore Ghica hotărăște mărirea capacității spitalului, care în 1860 avea 280 paturi și administra 13 instituții spitalicești din toată Moldova. Veniturile așezământului cresc an de an de la 210 moșii în 1781, cu un venit de 2993 lei la 45 moșii, cu un venit de 64.266 lei în 1821.
Așezământul „Sf. Spiridon”, deopotrivă spital și mănăstire, prin medicii săi a făcut posibilă înființarea în 1830 a primei societăți științifice medicale din țara noastră care tipărește și prima revistă științifică medicală românească, Revista Medico-chirurgicală. Mulți din medicii școliți în străinătate au fost dascăli la Academia Mihăileană și apoi la Facultatea de Medicină înființată la 1 decembrie 1879.
Așezământul „Sf. Spiridon” cunoaște o nouă organizare în 1860 când trece la Ministerul de Interne și este subordonat medical serviciului medical condus de Carol Davila. Epitropii aleși, Iancu Brănșiteanu și Gh. Cuciureanu, alcătuiesc un nou regulament în 1881 propunând mărirea capacității spitalului de la 140 la 400 paturi având în vedere sporirea numărului de locuitori din Iași la 70.000, ceea ce ar fi revenit un pat la 175 locuitori ca în celelalte țări europene. Se păstrează autonomia internă a Epitropiei și se acordă o importanță deosebită organizării spitalului, îngrijirii bolnavilor, dar și administrării veniturilor provenite din proprietățile imobiliare și donații. Situația materială a așezământului „Sf. Spiridon” s-a înrăutățit considerabil după 1918 când a fost nevoit să cedeze statului terenurile în scopul înfăptuirii reformei agrare.
O statistică din 1914 arată că proprietățile sale cuprindeau 64.000 ha teren arabil, 23.000 hectare pădure, stațiunea Slănic Moldova, podgorii, heleștee, case, averi din care a putut construi și întreține spitale și schituri de pe tot cuprinsul Moldovei. Veniturile totale anuale se ridicau la 3,5 milioane lei, din care se întrețineau 840 paturi, se plăteau lefuri la 1400 salariati, pensiile la vârstnici, ajutoare pentru cei nevoiași și medicamentele bolnavilor. În schimbul averilor de care a fost expropriat Spitalul a primit o subvenție anuală, banii de la stat venind însă tot mai greu și pe căi ocolite. Această subvenție era cu totul insuficientă față de sarcinile mereu crescânde ale Epitropiei determinate de creșterea an de an a numărului de paturi și de deschiderea de noi clinici universitare.
Unele personalități medicale, ca Ion Cantacuzino, sesizând decăderea instituției ieșene, au propus retrocedarea unor terenuri și păduri din proprietatea statului către Spiridonie. Un sprijin important pentru Epitropie l-a constituit implicarea Ministerului Cultelor și a Instrucțiunilor Publice care a cheltuit 60 milioane lei in 1962 (de verificat această dată au de deplasat în ordine cronologică) pentru a construi în spital Palatul clinicilor chirurgicale. Chiar după participarea regelui Carol al II-lea la susținerea Epitropiei și declararea sa ca prim epitrop, problema întreținerii clinicilor universitare a rămas nerezolvată. Totalul cheltuielilor de întreținere a spitalului într-un an ajungea la circa 20 milioane, cele două ministere responsabile, Ministerul Sănătătii și Ministerul Cultelor, vărsând în bugetul instituției doar 13 milioane lei. În aceasta perioadă s-au mai primit donații care se adresau celor săraci și bolnavilor și nu învățământului medical care, pe drept cuvânt, trebuia întreținut de stat. S-a încercat stoparea intervenției instituțiilor de stat în administrarea actului Epitropiei prin numirea regelui ca prim epitrop, acesta fiind de drept urmașul direct al celor 16 domnitori ai Moldovei care au înființat și au patronat așezământul „Sf. Spiridon”. Această formulă nu a putut continua din cauza evenimentelor istorice ulterioare.
În timpul celui de-al doilea razboi mondial spitalul a fost parțial distrus. Guvernul democrat Petru Groza a desființat instituția Epitropiei și a numit în fruntea spitalului un director. După lovitura de stat din 30 decembrie 1947, prin Decretul 202 din 3 februarie 1948, statul deposedează această instituție de 23.316 ha pădure, precum și de toate proprietățile imobiliare (numai în Iași existau 9 imobile cu terenuri aferente) pe care le mai avea, inclusiv de stațiunea balneară Slănic Moldova.
Desigur că multe aspecte din cele existente în 1948 au suferit modificări radicale. Nimeni nu va gândi ca în zilele noastre Epitropia să administreze spitalele, schiturile și moșiile avute în subordine până în 1948, dar ca un spital universitar, cu o tradiție seculară care s-a îngrijit de sănătatea Moldovei de aproape un sfert de mileniu să poată dispune de o stațiune balneară și să retrocedeze măcar parțial proprietățile confiscate abuziv în 1948 este posibil în condiții legale prin reînființarea Epitropiei Spitalului „Sf. Spiridon”.
Parcurgând, chiar și în treacăt, zbuciumata istorie a edificiului pe care îl numim iarăși ca altădată „Sf. Spiridon” realizăm o dată mai mult că natura umană este facută să lupte cu boala, cu suferința, cu moartea. Scriu cărțile despre eforturile, despre jertfele, despre dăruirile celor care, începând cu un mic boier generos și plin de initiativă, Ștefan Bosie, ctitorul de la 1752 al Bisericii „Sf. Spiridon”, au înțeles să se lase pătrunși de spiritul benefic de întrajutorare al aproapelui. Cei ce au urmat în ani au scris în cartea recunoștinței aflată în sufletul nostru, al acelora care lucrăm acum aici, gesturile lor de o frumusețe fără seamăn: banii domnești, donații, reconstrucții și ornamentări, dotări de interioare. Epitropii, aleși dintre boierii de rang și domnitori, negustori de vază și oameni înstăriți, aveau în grija lor soarta veniturilor și cheltuielilor spitalului, făcând celebru din zi în zi așezământul „Sf. Spiridon”. Am ales pentru informarea Dvs. un exemplu: în 1828 Epitropia avea în dotare 291.922 ha de pământ și pădure, din care a obținut un venit de 23.865 lei la vremea în care un hectar producea un venit de 1,25 lei, iar o casă în Iași costa 70 lei.
Treptat, Iașii devin o citadelă a științelor medicale, iar rolul spitalelor în această dezvoltare a fost de prim rang. Aici au avut loc zi de zi salturi spectaculare spre nou, căutari disperate de învingere a bolii. De la începutul acestui secol și până astăzi, spitalul a avut o viață frământată de războaie, cutremure, epidemii. A supraviețuit apărând viața. În anii din urmă ne-am confruntat cu greutăți multe și unele nedrepte. O parte le-am depășit cu forțele noastre, altele ne-au pus la grea cumpănă priceperea, curajul, morala.
În toată istoria lui zbuciumată, spitalul a ajuns acum la o activitate de vârf. În acest spital s-au înfăptuit premiere naționale remarcabile: primul implant de cristalin, prima colangiografie transparietohepatică, primul drenaj extern percutan, cel mai mare număr de colecistopancreatografii retrograde endoscopice din țară, prima angioplastie percutană, prima gastrostomie endoscopică, a doua colecistectomie laparoscopică din țară, prima ablație laparoscopică a unui chist de ovar, prima cardiomiotomie extramucoasă Heller laparoscopică, primul șunt portocav transjugular percutan, prima sutură laparoscopică a ulcerului perforat și multe altele. La ora actuală spitalul are cadre de vârf cu care s-ar mândri orice unitate sanitară din țară și în pofida acestor cifre ne aflăm în plin contrast și ne confruntăm cu multe lipsuri materiale. Încrederea că vom depăși împreună aceste greutăți vine și din speranța că bătrânul nostru spital va renaște în vechea și solida organizare a Epitropiei „Sf. Spiridon”. Nu este vorba de apelul la chetă publică atât de des întalnită în zilele noastre încât provoacă o reacție adversă celei dorite, cât de obținere a unor foste proprietăți și angajarea unor epitropi contemporani care să înnoade tradiția pierdută în 1934. Atât timp cât zidurile greu încărcate de istorie ne vor adăposti, vom duce înainte o activitate în slujba binelui, cu credința că efortul nostru nu este zadarnic, ca am contribuit și noi pe linia celor mai luminate minți ce au dus greul anilor la creșterea acestui lăcaș de învățământ, de alinare a bolii, de prevenire a ei.

## Date generale
Spitalul Universitar „Sf. Spiridon” are în componența sa 20 de clinici universitare în care își desfășoară activitatea 75 medici primari – 59 cadre didactice (1/2 normă) și 161 din rețeaua Ministerului Sănătății (normă întreagă), 48 medici specialiști – 34 cadre didactice (1/2 normă) și 14 din rețeaua Ministerului Sănătății (normă întreagă) și 519 cadre medii (asistente medicale). Spitalul Universitar „Sf. Spiridon” coordonează și activitatea Policlinicii Universitare, a 4 policlinici stomatologice, a 44 dispensare urbane ale municipiului Iași și a 12 dispensare rurale din județul Iași. Spitalul Universitar „Sf. Spiridon” pregătește 500 rezidenți de toate specialitățile, 1466 studenți ai Facultății de Medicină Generală Iași și 200 cursanți ai Liceului Sanitar și ai școlii Postliceale Sanitare din Iași. În același timp asigură pregătirea continuă pe specialități a medicilor din toată Moldova. Spitalul are 1285 paturi în care sunt internați anual aproximativ 38.000 bolnavi.

### Clinici universitare

#### Clinica I Medicală „C. Negoiță”
Aceasta are 2 secții:
- Cardiologie, cu 50 de paturi, din care 10 la compartimentul de terapie intensivă coronarieni;
- Medicina internă I, cu 60 de paturi.

În Clinica de cardiologie lucrează 3 medici primari, 2 medici specialiști, rezidenți și 14 cadre medii. În Clinica de medicină internă I își desfășoară activitatea 3 medici primari, 2 medici specialiști, rezidenți și 15 cadre medii.

#### Clinica a II-a Medicală Gastroenterologică
Aceasta are 125 de paturi din care un compartiment gastroenterologic cu spitalizare de o zi cu 11 paturi. În această clinică lucrează 5 medici primari, 7 medici specialiști, rezidenți și 33 de asistente medicale.

#### Clinica a III-a Medicală „I. Enescu”
Aceasta are 95 paturi și 10 paturi la compartimentul de terapie intensivă coronarieni. În Clinica a III-a Medicală lucrează 7 medici primari, 4 medici specialiști, rezidenți și 34 cadre medii.

#### Clinica I Chirurgie
Aceasta are 2 secții:
- una cu 90 de paturi;
- una cu 50 de paturi.

În clinică lucrează 6 medici primari, 5 medici specialiști, rezidenți de chirurgie și 42 asistente medicale.

#### Clinica a III-a Chirurgie
Aceasta are 2 secții:
- una cu 90 de paturi;
- una cu 45 de paturi.

În clinică lucrează 7 medici primari, 4 medici specialiști, rezidenți și 45 de asistente medicale.

#### Clinica O.R.L.
Aceasta are o secție de O.R.L. cu 75 paturi, din care 5 paturi terapie intensivă și un compartiment O.R.L. copii cu 15 paturi. În clinică lucrează 3 medici primari, 3 medici v, rezidenți și 25 de cadre medii.

#### Clinica Oftalmologică
Aceasta are o secție de oftalmologie cu 75 de paturi, din care 5 paturi terapie intensivă și un compartiment oftalmologie copii cu 15 paturi. În clinică își desfășoară activitatea 3 medici primari, 3 medici specialiști, rezidenți și 26 asistente.

#### Clinica de Chirurgie Oro-Maxilo-Facială
Aceasta are cu 60 paturi, din care 5 de terapie intensivă. În clinică lucrează 4 medici primari, 3 medici specialiști, rezidenți și 22 de asistente medicale.

#### Secția Clinică ATI
Aceasta are 28 de paturi, are 3 medici primari, 3 medici specialiști, 12 rezidenți și 52 de asistente medicale.

#### Clinica Endocrinologică
Aceasta are 75 de paturi, din care 15 la compartimentul clinic copii, are 4 medici primari, 1 medic specialist, rezidenți și 15 cadre medii.

#### Clinica Radiologică „Gh. Chișleag”
Aceasta nu are paturi.

#### Clinica Oncologie-Radioterapie
Aceasta are în componență:
- o secție clinică de radioterapie cu 70 de paturi;

- o secție clinică de chimioterapie cu 20 de paturi.

În această clinică lucrează 4 medici primari, 4 medici specialiști, rezidenți și 23 de cadre medii.

#### Clinica Dermatologică
Aceasta are o secție de dermatologie adulți cu 75 de paturi, un compartiment dermatologie copii cu 10 paturi și 5 paturi la compartimentul cu spitalizare de o zi. Aici lucrează 4 medici primari, 4 medici specialiști, rezidenți și 23 de asistente medicale.

#### Clinica de Diabet, Boli de Nutriție și Metabolism
Aceasta are 40 de paturi, din care 5 paturi terapie intensivă și 10 paturi la compartimentul de spitalizare de o zi. În această clinică lucrează 2 medici primari, 1 medic specialist, rezidenți și 13 asistente medicale.

#### Clinica de Hematologie
Aceasta are 37 de paturi, din care 5 paturi spitalizare de o zi, are 2 medici primari, rezidenți și 10 asistente medicale.

#### Clinica Alergologie
Aceasta are 25 de paturi, 2 medici primari, 1 medic specialist, rezidenți și 8 asistente medicale.

#### Secția Exterioară– Spitalul Sculeni
Cu scop de asistență a bolnavilor cronici și a stărilor terminale, cu 25 de paturi, are 1 medic primar și 8 asistente medicale.
În spital se mai găsesc:
- Laboratorul de analize medicale, unde lucrează 3 medici primari, 6 medici specialiști, rezidenți și 52 chimiști și laboranți.
- Laboratorul de anatomie patologică, unde lucrează 3 medici primari, rezidenți și 10 cadre medii.
- Laboratorul de radioizotopi, unde lucrează 1 medic primar, 1 medic specialist și 10 cadre medii.
- Laboratorul de terapie cu energii înalte ce are în dotare un accelerator linear de particule, inaugurat în 2007, și care aparține Secției de Radioterapie.
- Laboratorul de endoscopie în care lucrează 2 medici primari și 9 asistente medicale.
- Centrul de transfuzii în care lucrează lucrează 7 asistente medicale.
- Serviciul de igienă are un medic specialist și 2 cadre medii.
- Serviciul de primire a bolnavilor (TRIAJ) are 1 medic primar și 17 cadre medii.

Unitate de prestigiu, al doilea spital ca mărime al țării, prin personalul de înaltă calificare și platoul tehnic, spitalul are rang de spital municipal, reprezentând cea mai importantă unitate spitalicească din regiune.
Spitalul coordonează activitatea policlinicii universitare, cea mai mare din regiune, a dispensarelor din Iași, a policlinicilor stomatologice din oraș, a trei creșe și 13 dispensare rurale din județul Iași. Prin aceste unități spitalul asigură asistența medicală primară pentru întregul oraș și comunele arondate, acoperind aproape 1.000.000 locuitori, și asistența medico-chirurgicală de urgență și programată supraspecializată pentru întreaga regiune, cu 7 județe acoperind o populație de 5.000.000 locuitori.
Spitalul Universitar „Sf. Spiridon” este deopotrivă unitate de îngrijire medicală, învățământ și cercetare. Anual, în spital sunt organizate peste 20 de cursuri postuniversitare, unele cu participarea specialiștilor străini, prin care se asigură pregătirea continuă de specialitate a medicilor. În spital sunt organizate anual examene de șef de secție și de primariat pe specialități din întreaga țară.
În cadrul acestui spital s-au înfăptuit numeroase premiere naționale remarcabile, printre care:
- primul implant de cristalin,
- prima colangiografie transparietohepatică,
- primul drenaj extern percutan,
- cel mai mare număr de colecistopancreatografii retrograde endoscopice din țară,
- prima angioplastie percutană,
- prima gastrostomie endoscopică,
- prima ablație laparoscopică a unui chist de ovar,
- prima cardiomiotomie extramucoasă Heller laparoscopică,
- primul șunt portocav transjugular percutan,
- prima sutură laparoscopică a ulcerului perforat.